# Steinitz (Salzwedel)
Steinitz ist eine Ortschaft der Hansestadt Salzwedel im Altmarkkreis Salzwedel in Sachsen-Anhalt.

## Geographie

### Lage
Die Gemarkung Steinitz, das Gebiet der früheren Gemeinde gleichen Namens, liegt vier Kilometer südwestlich von Salzwedel.

### Gliederung
Die Ortschaft Steinitz umfasst die Ortsteile der früheren Gemeinde Steinitz:
- Kemnitz und
- Ziethnitz mit dem Wohnplatz Phillips Kolonie.

## Geschichte

### Entstehung
Am 20. Juli 1950 wurde die Gemeinde Steinitz im Landkreis Salzwedel durch den Zusammenschluss der Gemeinden Kemnitz und Ziethnitz gebildet.
Im Jahre 1953 entstand die erste Landwirtschaftliche Produktionsgenossenschaft vom Typ III, die LPG „Frischauf“. Sie wurde im gleichen Jahr wieder aufgelöst. 1958 entstand die zweite LPG vom Typ III, die LPG „Freundschaft“. Sie wurde 1960 mit der LPG „Freier Bauer“ Salzwedel-Böddenstedt zusammengeschlossen.
Steinitz war noch Ende 2008 dank der Gewerbesteuerzahler vor Ort eine der reichsten Gemeinden Sachsen-Anhalts. Sie unterstützte die Arbeitsbeschaffungsgesellschaft Jeetze-Landschaftssanierung mit zwei Millionen Euro, unter anderem für den Märchenpark Salzwedel.
Am 1. Januar 2011 wurde die Gemeinde Steinitz per Gesetz aufgelöst und nach Salzwedel eingemeindet. Eine Klage der Gemeinde gegen die Vorgehensweise der Eingemeindung vor dem Landesverfassungsgericht Sachsen-Anhalt blieb folgenlos.
Aus der früheren Gemeinde Steinitz entstand nach der Kommunalwahl 2019 eine Ortschaft im Sinne der Gemeindeordnung Sachsen-Anhalt, so wie in der Hauptsatzung im Jahre 2015 beschlossen worden war.

### Einwohnerentwicklung
| Jahr | Einwohner |
| ---- | --------- |
| 1964 | 277       |
| 1971 | 250       |
| 1981 | 210       |
| 1985 | 199       |
| 1990 | 178       |
| 1993 | 178       |
| 1995 | 313       |
| 1996 | 373       |

| Jahr | Einwohner |
| ---- | --------- |
| 1998 | [0]462    |
| 2000 | [0]477    |
| 2001 | [0]489    |
| 2002 | [0]483    |
| 2006 | [0]455    |
| 2007 | [0]470    |
| 2008 | [00]490   |
| 2009 | [00]478   |

## Politik

### Ortsbürgermeisterin
Ortsbürgermeisterin der Ortschaft ist seit 2019 Heike Köhler.

### Ortschaftsrat
Bei der Ortschaftsratswahl am 9. Juni 2024 errang die „Wählergemeinschaft Ziethnitz/Kemnitz“ alle 5 Sitze, genau wie bei der Wahl 2019.
Es wurden zwei Frauen und drei  Männer gewählt. Von 357 Wahlberechtigten hatten 280 ihre Stimme abgegeben, die Wahlbeteiligung betrug damit 78,43 Prozent.
Am 26. Mai 2019 war erstmals ein Ortschaftsrat gewählt worden.

## Wirtschaft
In Steinitz besitzt Engie eine Zentralstation für die Erdgasförderung aus den Erdgasfeldern der Altmark.